# Duel dans la jungle
Pour plus de détails, voir Fiche technique et Distribution.
Duel dans la jungle (Duel in the Jungle) est un film anglais en Technicolor réalisé par George Marshall, sorti en 1954. 

## Synopsis
L'enquêteur d'assurance américain Scott Walters est envoyé à Londres pour interroger l'homme d'affaires Perry Henderson au sujet de sa police d'assurance de 2 millions de dollars US, laissant sa mère âgée comme unique bénéficiaire. Walters rencontre le cousin de Perry, Arthur Henderson qui explique que ce dernier plonge en haute mer au large des côtes de l' Afrique orientale portugaise. Il ne dit pas à Walters qu'il recherche des gisements de diamants sur le fond marin. Alarmé par le danger, Walters dit à Arthur de faire en sorte que Perry arrête toutes les activités dangereuses ou il renoncera à sa politique.
Walters tente de romancer Marian, mais elle lui dit qu'elle est fiancée à Perry. Il décide de retourner en Amérique mais à bord de l'avion, il voit un titre de journal selon lequel Perry a été emporté par-dessus bord du SS Nigeria lors d'une tempête alors que le navire était au large de Lourenço Marques . Walters quitte l'avion et va plus tard informer Marian mais sa propriétaire nettoie son appartement récemment libéré en disant que Marian s'est envolée quelque part. Il pense qu'elle est allée en Afrique du Sud, alors Walters s'envole pour l'Afrique du Sud où il tente de réserver un passage sur le SS Nigeria , un bateau à vapeur côtier . Walters découvre que le navire est parti, mais il s'envole pour Beirapour l'y embarquer où il réserve un logement en partageant un compartiment avec Pitt, un vendeur anglais.
Lors d'une tempête, Pitt et Walters sont les seuls passagers assez bien pour quitter leur cabine pour dîner avec le capitaine du navire. Gardant son occupation secrète, Walters exaspère le capitaine en tentant de l'interroger sur la mort de Perry. Les soupçons de Walters sont encore éveillés lorsqu'il découvre que les seuls témoins de la mort de Perry étaient des employés de son entreprise, qui possédait également le SS Nigeria . Le lendemain, Walters trouve un compartiment secret sur le navire et trouve un mégot de cigarette sur le sol du compartiment portant les marques des cigarettes sur mesure de Perry . Walters découvre également que Marian est une passagère à bord. Marian informe le capitaine qu'elle ne veut pas que Walters la dérange.
Lors d'une tempête la nuit suivante, Pitt emprunte le trench-coat de Walters pour sortir. L'un des membres de l'équipage attrape Pitt et tente de le jeter par-dessus bord, mais ses efforts sont arrêtés lorsque Marian hurle. Walters en déduit que le membre d'équipage a pris Pitt pour lui-même et voulait sa mort. Lorsque Marian débarque, l'équipage tente de garder Walters à bord, mais il saute littéralement du navire et suit Marian jusqu'en Rhodésie du Nord .  Un safari l'emmène dans la jungle où elle est censée rencontrer la mère de Perry. Avec l'aide d'un commissaire de police , Walters retrouve la mère de Perry.
Walters poursuit Marian pour découvrir la vérité sur les allées et venues de Perry, Marian étant de plus en plus attirée par lui. Walters et Marian trouvent Perry et découvrent qu'il a simulé sa mort pour obtenir l'argent de l'assurance. Perry essaie de tuer Walters en lui donnant un fusil avec le percuteur retiré pour qu'un lion le tue. Vincent, le bras droit natif de Perry, tue le lion, ce qui envenime encore plus la situation. Ils doivent fuir en emmenant Vincent avec eux. Ils sont poursuivis par Perry et ses aides africains. Les fugitifs sont en danger de mort par l'eau, les coups de feu et les bêtes sauvages (le cliché des serpents, des lions et des léopards) mais sont secourus en un rien de temps par le commissaire de police. Perry se bat avec Walters puis s'enfuit dans un bateau dans les rapides. Il chavire et Walters le sauve. Perry est arrêté.

## Fiche technique
- Titre français : Duel dans la jungle
- Titre original : Duel in the Jungle
- Réalisation : George Marshall
- Scénario : Sam Marx
- Producteur : Harry Spalding
- Photographie : Erwin Hillier
- Montage : Edward B. Jarvis
- Musique : Mischa Spoliansky
- Société de production : Associated British Corporation, Todon
- Société de distribution :
- Pays d'origine : États-Unis
- Format : Couleur (Technicolor - 1,37:1 - son : Mono (RCA Recording)
- Genre : Film d'aventure, Film de détective
- Durée : 98 min
- Dates de sortie :  
  -  Angleterre : 21 août 1954
  -  France : 9 mars 1955

## Distribution
- Dana Andrews : Scott Walters
- Jeanne Crain : Marian Taylor
- David Farrar : Perry Henderson / Arthur Henderson
- Patrick Barr : Superintendent Roberts
- George Coulouris : Capitaine Malburn
- Charles Goldner : Martell
- Wilfrid Hyde-White : Pitt
- Mary Merrall : Mme Henderson
- Heather Thatcher : la dame sur le Niagara
- Michael Mataka : Vincent
- Paul Carpenter : employé
- Delphi Lawrence : fille de la Pan American
- Mary Mackenzie : la jeune secrétaire
- Bee Duffell : la propriétaire irlandaise
- Patrick Parnell :  l’opérateur du télégraphe
- John Salew : employé au bureau de Henderson
- Walter Gotell : Jim
- Bill Fraser : Smith, employé de l'hôtel
- Lionel MacKane : domestique
- Paul Carpenter : un employé de la Pan American
- Irene Handl : Mary Taylor
- Charles Carson : Skipper

## Source
- Duel dans la jungle sur EncycloCiné